# Jan Pieterszoon Sweelinck
Jan Pieterszoon Sweelinck (født 7. maj 1562, død 16. oktober 1621) var en nederlandsk organist og komponist. Som komponist på sit instrument kom han til at sætte præg på den nordtyske orgelmusik. Han skrev toccataer, koraler, 254 vokalværker, madrigaler, motetter og salmer.

## Liv og virke
Sweelinck blev født i Deventer, Holland, i april eller maj 1562. Han var den ældste søn af organisten Peter (eller Pieter) Swybbertszoon og Elske Jansdochter Sweeling, datter af en kirurg. Kort efter Sweelincks fødsel flyttede familien til Amsterdam, hvor Pieter Swybbertszoon fra omkring 1564 fungerede som organist for Oude Kerk ("Gamle kirke"). (Sweelincks farfar og onkel var også organister). Jan Pieterszoon skal have modtaget sin første musikundervisning fra sin fader. Desværre døde hans fader i 1573. Han modtog efterfølgende en almen uddannelse af Jacob Buyck, katolsk pastor af Oude Kerk (denne undervisning stoppede i 1578 efter reformationen af Amsterdam og den efterfølgende omvendelse til calvinismen; Buyck valgte at forlade byen). Lidet er kendt om hans musikuddannelse efter hans faders død. hans musiklærere kan have inkluderet Jan Willemszoon Lossy, en lille kendt kontratenor og skalmeje-spiller ved Haarlem, og/eller Cornelis Boskoop, Sweelincks faders efterfølger ved Oude Kerk. Hvis Sweelinck faktisk studerede i Haarlem, var han sandsynligvis påvirket af organisterne i Sankt Bavokerk, Claas Albrechtszoon van Wieringen og Floris van Adrichem, som begge improviserede dagligt i Bavokerk.
Ifølge Cornelis Plemp, en elev og en ven af Sweelinck's, startede han sin 44-årige karriere som organist for Oude Kerk i 1577, da han var 15. Denne dato er imidlertid usikker, fordi kirkens optegnelser fra 1577 til 1580 mangler, og Sweelinck kan kun spores i Oude Kerk fra 1580 og fremefter; han besad stillingen for resten af sit liv. Sweelincks mor døde som enke i 1585, og Jan Pieterszoon fik ansvaret for sin yngre broder og søster. Hans løn på 100 floriner blev fordoblet det næste år, formodentlig for at hjælpe dermed. Derudover blev han tilbudt yderligere 100 guilder i tilfælde af, at han blev gift, hvilket skete i 1590, da han blev gift med Claesgen Dircxdochter Puyner fra Medemblik. Han blev også tilbudt valget mellem yderligere 100 guilders og en ledig bolig i et hus tilhørende byen, han valgte det sidstnævnte.
Sweelincks første udgivne værker dateres fra omkring 1592-94: tre volumener chansons, hvoraf den sidste er det eneste tilbageværende volumen, der blev offentliggjort i 1594 (af årsager, der ikke er sikre, antog komponisten sin moders efternavn, "Sweelinck", der først ses på titel-siden af 1594-udgivelsen). Sweelinck fortsatte derefter med at udgive salmeindstillinger med det formål at sætte hele Psalteren. Disse arbejder fremkom i fire store bind, der blev offentliggjort i 1604, 1613, 1614 og 1621. Det sidste bind blev offentliggjort posthumt og sandsynligvis i ufærdig form. Sweelinck døde af ukendte årsager den 16. oktober 1621 og blev begravet i Oude Kerk. Han efterlod sig sin kone og fem af deres seks børn; den ældste af dem, Dirck Janszoon, efterfulgte sin fader som organist i Oude Kerk.
Komponisten tilbragte sandsynligvis hele sit liv i Amsterdam og besøgte kun andre byer i forbindelse med hans faglige aktiviteter. Han blev bedt om at inspicere orgler, afgive udtalelser og råd om orgelbygning og restaurering mv. Disse opgaver resulterede i korte besøg i Delft, Dordrecht (1614), Enkhuizen, Haarlem (1594), Harderwijk (1608), Middelburg (1603), Nijmegen (1605), Rotterdam (1610), Rhenen (1616), samt Deventer, hans fødested (1595, 1616). Sweelincks længste rejse var til Antwerpen i 1604, da han blev pålagt af Amsterdam-myndighederne at købe et cembalo til byen. Ingen dokumentation er blevet fremlagt til støtte for traditionen, der går tilbage til Johann Mattheson, at Sweelinck besøgte Venedig - måske er der tale om en forveksling med hans broder, maleren Gerrit Pietersz Sweelink, som foretog et besøg - og på samme måde er der ingen tegn på, at han nogensinde har krydset den engelske kanal, selvom kopier af hans musik gjorde som de stykker, der indgår i Fitzwilliam Virginal Book. Hans popularitet som komponist, udøvende musiker og lærer steg støt i løbet af hans levetid. Samtiden kaldte ham Orpheus af Amsterdam, og selv byens myndigheder har ofte bragt vigtige besøgende for at høre Sweelincks improvisationer.

## Betydning
Sweelincks eneste forpligtelser i Amsterdam var dem som organist. I modsætning til gængs skik spillede han ikke klokkespil eller cembalo ved formelle lejligheder; ej heller blev han regelmæssigt forpligtet til at skrive nye kompositioner. Calvinistiske tjenester omfattede typisk ikke orgelspil på grund af troen på det, der nu kaldes det regulative princip. Det regulerende princip begrænsede elementerne til tilbedelse til kun det, der blev befalet i Det Nye Testamente. Dordrechts konsistorium fra 1598 instruerede imidlertid organisterne at spille variationer fra det nye Genève-psalter før og efter tjenesten, så folkene blev fortrolige med musikken. Sweelinck blev i stedet ansat af byen selv. Da han arbejdede for protestantiske magistrater resten af sit liv, er det sandsynligt, at han var en tilhænger af calvinismen. I 1590'erne blev tre af hans børn døbt i Oude Kerk. Hans beskæftigelse gav ham tid til undervisning, for hvilken han skulle blive lige så berømt som for sine kompositioner. Sweelincks elever omfattede kernen i, hvad der skulle blive den nordtyske orgelskole: Jacob Praetorius II, Heinrich Scheidemann, Paul Siefert, Melchior Schildt og Samuel og Gottfried Scheidt. Studerende hos Sweelinck blev set som musikere mod hvem andre organister blev målt. Sweelinck var kendt i Tyskland som "producent af organister". Almindeligt respekteret var han i stor efterspørgsel som lærer. Hans hollandske elever var utvivlsomt mange, men ingen af dem blev komponister af betydning. Sweelinck har dog påvirket udviklingen af den hollandske orgelskole, som det fremgår af senere komponisters arbejde som Anthoni van Noordt. Sweelinck havde i løbet af sin karriere sat musik til katolske, calvinistiske og lutherske liturgier. Han var den vigtigste komponist af den musikalske rige "gyldne æra" af Nederlandene.
Sweelincks indflydelse spredte sig så langt som til Sverige og England, i førstnævnte tilfælde formidlet af Andreas Düben og i sidstnævnte af engelske komponister som Peter Philips, som sandsynligvis mødte Sweelinck i 1593. Sweelinck og hollandske komponister havde generelt tydelige forbindelser til engelsk kompositionsskole. Sweelincks musik fremgår af Fitzwilliam Virginal Book, som ellers kun indeholder engelske komponisters arbejde. Han skrev variationer på John Dowlands berømte Lachrimae Pavane. John Bull, der sandsynligvis var en personlig ven, skrev et sæt variationer over et tema af Sweelinck efter den nederlandske komponists død.
Sweelinck repræsenterer den højeste udvikling af den nederlandske tastaturskole, og repræsenterede faktisk et højdepunkt i tastaturets kontrapunkttal kompleksitet og raffinement før J.S. Bach. Han var imidlertid også en dygtig komponist til stemmer og komponerede mere end 250 vokale værker (chansons, madrigaler, motetter og salmer).
Nogle af Sweelincks nyskabelser var af dyb musikalsk betydning, herunder fugaen - han var den første til at skrive en orgelfuga, der simpelthen med et emne begyndte at tilføje tekstur og kompleksitet til en endelig klimaks og opløsning, en ide, der blev perfektioneret ved slutningen af den barokke æra af Bach. Det er også generelt antaget, at mange af Sweelincks tastaturværker var beregnet til studier for sine elever. Han var også den første til at bruge pedalen som en ægte fugal del. Stilistisk forener Sweelincks musik også med den rigdom, kompleksitet og rumlige sans hos Andrea og Giovanni Gabrieli, samt de engelske tastaturkomponisters ornamentation og intime former. I nogle af hans værker vises Sweelinck som komponist af barokstil med undtagelse af hans chansons, der ligner mest fransk renæssancetradition. I formelle udvikling, især i brugen af tema, stretto og orgelpunkt (pedalstemmen) viser hans musik frem mod Bach (som måske var bekendt med Sweelincks musik).
Sweelinck var den sidste mester indenfor den nederlandske polyfoni og en overgangsfigur mellem renæssancen og barokken. Gæster kom langvejs fra for at høre Orfeus fra Amsterdam improvisere på orgel og cembalo.
I sine vokale og instrumentale arbejder viste han sig som kontrapunktiker af høj rang og med ejendommeligt personlighedsmærke.

## Værker
Sweelinck komponerede mere end 70 orgelværker, blandt andet toccataer, fantasier og ricercarer), og over 250 stykker med vokalmusik. Han forbandt elementer fra den engelske virginaltradition med den italienske orgelstil, og han udviklede forløberen til orgelfugaen. Han regnes som den første, der har komponeret egentlige orgelfugaer.
Som hans hovedværk regnes Davids Salmer for a cappella-kor.